# Lafayette da Costa Coelho
Lafayette da Costa Coelho, conhecido também como Cônego Lafayette ou Santo Conego (Serro, 10 de novembro de 1886 — Santa Maria do Suaçuí, 21 de setembro de 1961), foi um sacerdote católico brasileiro.

## Biografia

### Vocação
Foi ordenado sacerdote em Diamantina, Minas Gerais, em 15 de abril 1917. Desde então, e ao longo de 44 anos, exerceu o seu ministério sacerdotal na Paróquia de Santa Maria do Suaçuí.
Conhecido por suas orações e jejuns, Lafayette cativou o povo do Vale do Suaçuí e áreas adjacentes com sua fé e humildade. Seu carisma pastoral era, sobretudo, a bênção da saúde.

### Morte
Faleceu em 21 de setembro de 1961, aos 74 anos de idade.

## Beatificação
No dia 13 de novembro de 2000, a Congregação para a Causa dos Santos, autorizou Dom Emanuel Messias de Oliveira, na época bispo da Diocese de Guanhães, a iniciar o processo de beatificação do servo de Deus, o que ocorreu em 24 de junho de 2001, com a nomeação do Tribunal Eclesiástico Diocesano e do Postulador da Causa de Beatificação. A fase diocesana do processo de beatificação foi concluída no dia 20 de setembro de 2009.
Mensalmente nos dias 21, a Paróquia Santa Maria Eterna celebra uma missa pela Beatificação do Servo de Deus Cônego Lafayette.
O postulador desta causa é o Dr. Paolo Vilota.

## Homenagens
Devotos de várias cidades de Minas Gerais e outros estados, motivados pela fé no "Santo Cônego'", se reúnem aos milhares, principalmente no dia do aniversário do seu falecimento, para visitar seu túmulo, localizado na igreja matriz de Santa Maria do Suaçuí.
No dia 19 de setembro de 2001, a pedido do Deputado Durval Ângelo, a Assembleia Legislativa de Minas Gerais prestou uma homenagem ao Servo de Deus. A 21 de setembro de 2001 foi lançada uma biografia completa do Servo de Deus, com o título A Grandeza na Simplicidade.
Lafayette é patrono da cadeira n.º 26 da Academia Brasileira de Hagiologia, com sede em Fortaleza, e o ocupante da cadeira é o Postulador da Causa.